# Nicole Beck
Nicole Elise Beck (Bulli, 28 maggio 1988) è una rugbista a 15 australiana.
È la prima giocatrice a essere sia campionessa mondiale che olimpica di rugby a 7.

## Biografia
Cresciuta nelle femminili del Warringah, si mise in luce nella squadra dell'università di Sydney e debuttò internazionalmente nell'ottobre 2008 a Canberra per l'Australia a XV contro la Nuova Zelanda con solo due incontri di club alle spalle.
Esordiente pochi mesi prima nella nazionale a 7 alle qualificazioni alla coppa del mondo 2009, prese parte e vinse la successiva competizione a Dubai, con meta personale in finale contro la Nuova Zelanda.
Nel 2010 fu alla coppa del Mondo a XV in Inghilterra, dove l'Australia giunse terza e concorrendo al premio di miglior giocatrice del torneo e, nel 2016, fu medagliata d'oro al torneo femminile olimpico di rugby a VII a Rio de Janeiro.

## Palmarès
- Coppe del mondo a VII: 1
Australia: 2009